# Campo de Concentração de Nohra
O Campo de Concentração de Nohra (KZ Nohra) foi um dos primeiros campos de concentração nazistas, na Alemanha. O campo foi criado em 3 de março de 1933, em uma escola em Nohra. Nos poucos meses de sua existência, foi administrado pelo Ministério do Interior da Turíngia, e usado exclusivamente para prender comunistas.

## Contexto
O partido nazista fazia parte do governo do estado da Turíngia desde 1930, quando Wilhelm Frick foi nomeado ministro do Interior. Nas eleições estaduais de 1932, os nazistas obtiveram a maioria dos votos, e formaram um governo de coalizão sob o comando de Fritz Sauckel, que também atuou como ministro do Interior. Em fevereiro de 1933, foi criada a Turíngio Hilfspolizei, uma unidade policial auxiliar sob o comando de Sauckel, formada por membros da Sturmabteilung, Schutzstaffel (SS) e Stahlhelm. Após o incêndio do Reichstag, em 27 de fevereiro de 1933, centenas de comunistas foram presos. Para reduzir a superlotação nas prisões, o Ministério do Interior da Turíngia decidiu abrir novos campos, chamados campos de reunião (Sammellager), sendo o primeiro desses campos aberto em 3 de março de 1933, em Nohra, perto de Weimar. Um dos primeiros prisioneiros a ser levado em "custódia protetora" para Nohra foi o membro comunista do parlamento estadual da Turíngia, Fritz Gäbler.

## Localização
O campo estava localizado na Heimatschule Mitteldeutschland, uma escola militar de direita que aceitava voluntários do Freiwilliger Arbeitsdienst. Os prédios da escola estavam instalados no antigo campo de aviação de Nohra (perto o suficiente do campo de concentração de Buchenwald para que a torre do sino deste último seja visível do local), e consistia em dois prédios conectados por uma longa construção baixa. O campo estava localizado no segundo andar de um dos edifícios, e dividido em três grandes salas, mobiliadas apenas com palha e cobertores. Não havia cercas ou arame farpado.
A construção foi demolida no início da década de 1950.

## Administração e Guardas
Ao contrário da maioria dos outros campos de concentração, Nohra não era administrado pelas Sturmabteilung ou SS, mas pelo Ministério do Interior da Turíngia. Como não havia policiais suficientes para proteger o campo, estudantes da Heimatschule foram contratados como guardas. Uma delegacia de polícia foi montada no prédio da escola, onde os recém-chegados eram interrogados.

## Prisioneiros e a Vida no Campo
Todos os prisioneiros de Nohra eram comunistas da Turíngia, incluindo metade do Partido Comunista no parlamento estadual. Os presos não trabalhavam, e passavam o dia inteiro nos corredores, onde dormiam. As condições de higiene eram muito precárias, especialmente porque o campo às vezes ficava muito lotado. A média de ocupação foi de 95, com um máximo de 220 prisioneiros. No total, cerca de 250 prisioneiros foram presos em Nohra até que o campo fosse fechado.
Os presos de Nohra foram autorizados a votar nas eleições federais alemãs, em março de 1933, e sua presença causou um aumento significativo na votação comunista em Nohra. Nas eleições de dezembro de 1923 houve 10 votos para os comunistas, enquanto em março de 1933 houve 172.
Prisioneiros conhecidos incluem:
- Rudolf Arnold (1896-1950)[10]
- Richard Eyermann (1898-1971)[3][11]
- Fritz Gäbler (1897-1974)[12]
- Werner Klinz (1901-1969)[13]
- Fritz Koch (?-1933), que morreu em 17 de março de 1933 de uma infecção contraída no campo, a única morte relacionada ao campo de concentração de Nohra.[2][14]
- Leander Krober (1902-1980)[15]
- Erich Scharf (1908-1943)[3][16]
- Hermann Seudner (1896-1986)[17]

## Fechamento
Nohra foi um dos primeiros campos de concentração que foram fechados. A data de encerramento não é um consenso, podendo ter sido em 12 de abril de 1933, 10 de maio de 1933, ou julho de 1933. Os prisioneiros restantes foram transferidos para uma prisão em Ichtershausen. O campo foi sucedido pelo Bad Sulza concentration camp, nas proximidades de Bad Sulza .
Em 1988, o Partido da Unidade Socialista da Alemanha do distrito de Weimar requiriu a instalação de uma placa memorial para o Campo de Concentração de Nohra. Após a reunificação alemã, a placa foi levada para o sótão da prefeitura, em 1990. Não havia indicação no local da existência do campo no início dos anos 2000. Na década de 2010, um clube de história local estava trabalhando na instalação de painéis memoriais.

### notas de rodapé
1. ↑  Wohlfeld 2009, pp. 140-141.
2. 1 2  Drobisch & Wieland 2018, p. 11.
3. 1 2 3 4 5 6 7  Wohlfeld 2009, p. 141.
4. 1 2 3  Brandt 2013.
5. 1 2 3 4 5 6  Zeiss 2003.
6. ↑  Wohlfeld 2005, p. 174.
7. ↑  Flugplatz Nohra.
8. ↑  Bernhard 2008.
9. 1 2 3  Wohlfeld 2009, p. 142.
10. ↑  Weber & Herbst 2008a.
11. ↑  Weber & Herbst 2008e.
12. ↑  Weber & Herbst 2008g.
13. ↑  Weber & Herbst 2008l.
14. ↑  Wohlfeld 2001, p. 115.
15. ↑  Weber & Herbst 2008k.
16. ↑  Weber & Herbst 2008s.
17. ↑  Weber & Herbst 2008t.
18. ↑  Wohlfeld 2005, p. 175.
19. ↑  Drobisch & Wieland 2018, p. 12.
20. ↑  Wohlfeld 2005, p. 176.